# Noruega nos Jogos Olímpicos de Verão de 1976
A Noruega competiu nos Jogos Olímpicos de Verão de 1976, realizados em Montreal, Canadá.